# Pinda Futebol Clube
O Pinda Futebol Clube, também conhecido como Pinda FC ou simplesmente Pinda, é um clube esportivo brasileiro da cidade de Pindamonhangaba, interior do estado de São Paulo. Foi o primeiro Clube Brasileiro fundado dentro das diretrizes da nova lei SAF.
O clube foi fundado com o nome de Pinda Futebol Clube em 22 de fevereiro de 2022, e suas cores de origem são o verde e o branco.
O lançamento do Clube aconteceu na noite de 22 de fevereiro de 2022 em um jantar realizado nas dependências do Hotel Colonial Plaza, na cidade de Pindamonhangaba, e contou com a presença de autoridades locais, celebridades do futebol brasileiro e dirigentes de clubes brasileiros como São Paulo FC, Grêmio FPBA, Corinthians, dentre outros.

## História

### 2022: Fundação
No ano de 2022 a equipe do Pinda Futebol Clube' disputou seu primeiro campeonato oficial valido pela Associação Paulista de Futebol. nas categorias Sub 15 e Sub 17. 
No ano de 2023 o Pinda Futebol Clube iniciou sua trajetória dentro da Federação Paulista de Futebol disputando as Categorias Sub 15 e Sub 17, encerando sua participação Sub 15/27º Colocado e Sub 17/24º Colocado, numa competição que contou com a participação de 79 equipes do estado de São Paulo.

No ano de 2024 a equipe do Pinda Futebol Clube iniciou os trabalhos também das categorias Sub 11, Sub 12 e Sub 20 para disputar o Campeonato Paulista.

## Títulos
| TORNEIOS | TORNEIOS   | TORNEIOS | TORNEIOS   |
|          | Competição | Títulos  | Temporadas |
| -------- | ---------- | -------- | ---------- |
|          | Pinda Cup  | 1        | 2022       |

### 2022: Primeiro título
Em Dezembro de 2022 veio a conquista do 1º Título.
A Pinda Cup 2022 foi realizada na cidade de Pindamonhangaba e contou com a participação das equipes do Sfera FC , Flamengo de Guarulhos e União de Mogi, que competiram nas categorias Sub 14 e Sub 16 onde sagraram-se campeões: Sub 14 - Pinda Futebol Clube e Sub 16 Sfera FC.

## Presidentes
| PRESIDENTES | PRESIDENTES                   | PRESIDENTES     | PRESIDENTES |
|             |                               | Temporadas      |             |
| ----------- | ----------------------------- | --------------- | ----------- |
| Brasil      | Elaine Gomes Pereira da Silva | 2022 / Presente |             |

## Treinadores
| TREINADORES | TREINADORES                  | TREINADORES | TREINADORES |
|             | Treinador                    | Categoria   | Temporadas  |
| ----------- | ---------------------------- | ----------- | ----------- |
| Brasil      | Frederico Frederici Testa Jr | Sub 15      | 2022        |
| Brasil      | Fábio Felipe de Castilho     | Sub 17      | 2022        |
|             |                              |             |             |
| Brasil      | Frederico Frederici Testa Jr | Sub 15      | 2023        |
| Brasil      | Fábio Felipe de Castilho     | Sub 17      | 2023        |
|             |                              |             |             |
| Brasil      | Adamato Custódio             | Sub 15      | 2024        |
| Brasil      | Frederico Frederici Testa Jr | Sub 17      | 2024        |
| Brasil      | Fábio Felipe de Castilho     | Sub 20      | 2024        |

[carece de fontes?]

## Uniforme
O conjunto de uniformes utilizados pelo Pinda Futebol Clube permanece o mesmo modelo desde a sua fundação, sendo somente alterado os seus patrocinadores a cada ano.
Os uniformes do Pinda Futebol Clube são fornecidos pela empresa goiana Super Bolla.
- 1º - Camisa listrada, calção e meias brancas.
- 2º - Camisa branca, calção e meias brancas.
- 3º - Camisa Verde, calção e meias verdes.

| 1º Uniforme | 2º Uniforme | 3º Uniforme |

#### Uniformes dos goleiros
| 1º Uniforme | 2º Uniforme |

1. ↑  «Website». pindafc. 23 de fevereiro de 2022. Consultado em 22 de fevereiro de 2022
2. ↑  «Pinda FC é a única SAF do estado de São Paulo». Vale News. 30 de agosto de 2022. Consultado em 30 de agosto de 2022
3. ↑  «Pinda FC é lançado em Pindamonhagaba». portalr3. 23 de fevereiro de 2022. Consultado em 23 de fevereiro de 2022
4. ↑  «Pinda FC estreia no Campeonato Paulista». Tribuna do Norte. 12 de abril de 2023. Consultado em 12 de abril de 2023
5. ↑  «Pinda FC é Campeão da Pinda Cup». Prefeitura Pindamonhangaba. 13 de dezembro de 2022. Consultado em 13 de dezembro de 2022
6. ↑  [https://futebolpaulista.com.br/Clubes/OClube.aspx?IdClube=15582
/ «Pinda FC / Federação Paulista de Futebol»] Verifique valor |url= (ajuda). FPF. 22 de fevereiro de 2022. Consultado em 22 de fevereiro de 2022 line feed character character in |url= at position 64 (ajuda)
7. ↑  «Instagram Oficial». Istagram. 5 de março de 2024. Consultado em 5 de março de 2024
8. ↑  «Pinda FC firma parceria com Corithians». Prefefitura Pindamohangaba. 5 de março de 2024. Consultado em 5 de março de 2024